# Silnice II/222
Silnice II/222 je silnice II. třídy, která vede z Dolních Niv do Kyselky. Je dlouhá 27,9 km. Prochází jedním krajem a dvěma okresy.

## Vedení silnice

### Karlovarský kraj, okres Sokolov
- Dolní Nivy (křiž. II/210, III/2222, III/1813)
- Vřesová (křiž. III/21035)
- Chodov (křiž. II/209, III/1812, peáž s II/209)

### Karlovarský kraj, okres Karlovy Vary
- Mírová (křiž. III/2224)
- Počerny (křiž. I/6, III/2226, peáž s I/6)
- Šemnice (křiž. III/22214)
- Kyselka (křiž. III/22127)